# Deborah Gelisio
Deborah Gelisio (née le 26 février 1976 à Belluno) est une tireuse sportive italienne qui a obtenu la médaille d'argent à l'épreuve du double-trap aux Jeux olympiques d'été de 2000.

## Palmarès
- Jeux olympiques de 2000 à Sydney (Australie) :
  -  Médaille d'argent à l'épreuve du double-trap.